# Декке, Оскар
О́скар Де́кке (нем. Oskar Deecke, 16 мая 1986, Гамбург, ФРГ) — немецкий хоккеист (хоккей на траве), нападающий. Олимпийский чемпион 2012 года, серебряный призёр чемпионата мира 2010 года, двукратный чемпион Европы 2011 и 2013 годов, двукратный серебряный призёр чемпионата Европы 2009 и 2015 годов.

## Биография
Оскар Декке родился 16 мая 1986 года в немецком городе Гамбург.
В 2005 году окончил гимназию в Гамбурге, в 2012 году — Немецкий спортивный университет в Кёльне.
Начал заниматься хоккеем на траве в 1990 году в «Ан-дер-Альстере» из Гамбурга. Играл за «Ан-дер-Альстер» (2003—2006), «Крефельдер» (2006—2012, 2013—2018), испанский «Де Кампо» из Мадрида (2012—2013). В составе «Крефельдера» в 2007 году стал чемпионом Германии по индорхоккею и обладателем Кубка европейских чемпионов по хоккею на траве, в 2008 году — обладателем Кубка европейских чемпионов по индорхоккею.
В 2006 году в составе молодёжной сборной Германии завоевал серебряную медаль на чемпионате Европы в Праге.
В 2007 году завоевал золотую медаль чемпионата мира по индорхоккею в Вене, в 2008 году — серебро чемпионата Европы в Екатеринбурге. Позже он стал чемпионом Европы в 2012 году в Познани, а в 2011 году выиграл вторую высшую награду чемпионата мира.
В 2009 году стал серебряным призёром Трофея чемпионов в Мельбурне.
В составе сборной Германии по хоккею на траве в 2010 году завоевал серебряную медаль чемпионата мира в Нью-Дели.
Дважды выигрывал чемпионат Европы — в 2011 году в Мёнхенгладбахе и в 2013 году в Боме. Кроме того, на его счету две серебряных награды — в 2009 году в Амстердаме и в 2015 году в Лондоне.
В 2012 году вошёл в состав сборной Германии по хоккею на траве на летних Олимпийских играх в Лондоне и завоевал золотую медаль. Играл на позиции нападающего, провёл 7 матчей, забил 1 мяч в ворота сборной Новой Зеландии.
7 ноября 2012 года удостоен главной спортивной награды Германии — «Серебряного лаврового листа».
В 2005—2016 годах провёл за сборную Германии 213 матчей, в том числе 189 на открытых полях, 24 в помещении.

## Семья
У Оскара Декке есть две сестры.

## Увековечение
25 октября 2012 года в Крефельде открыта доска почёта, на которой указаны имена участников летних Олимпийских игр в Лондоне, в том числе Оскара Декке.